# Ruda–Oskarshamns Järnväg

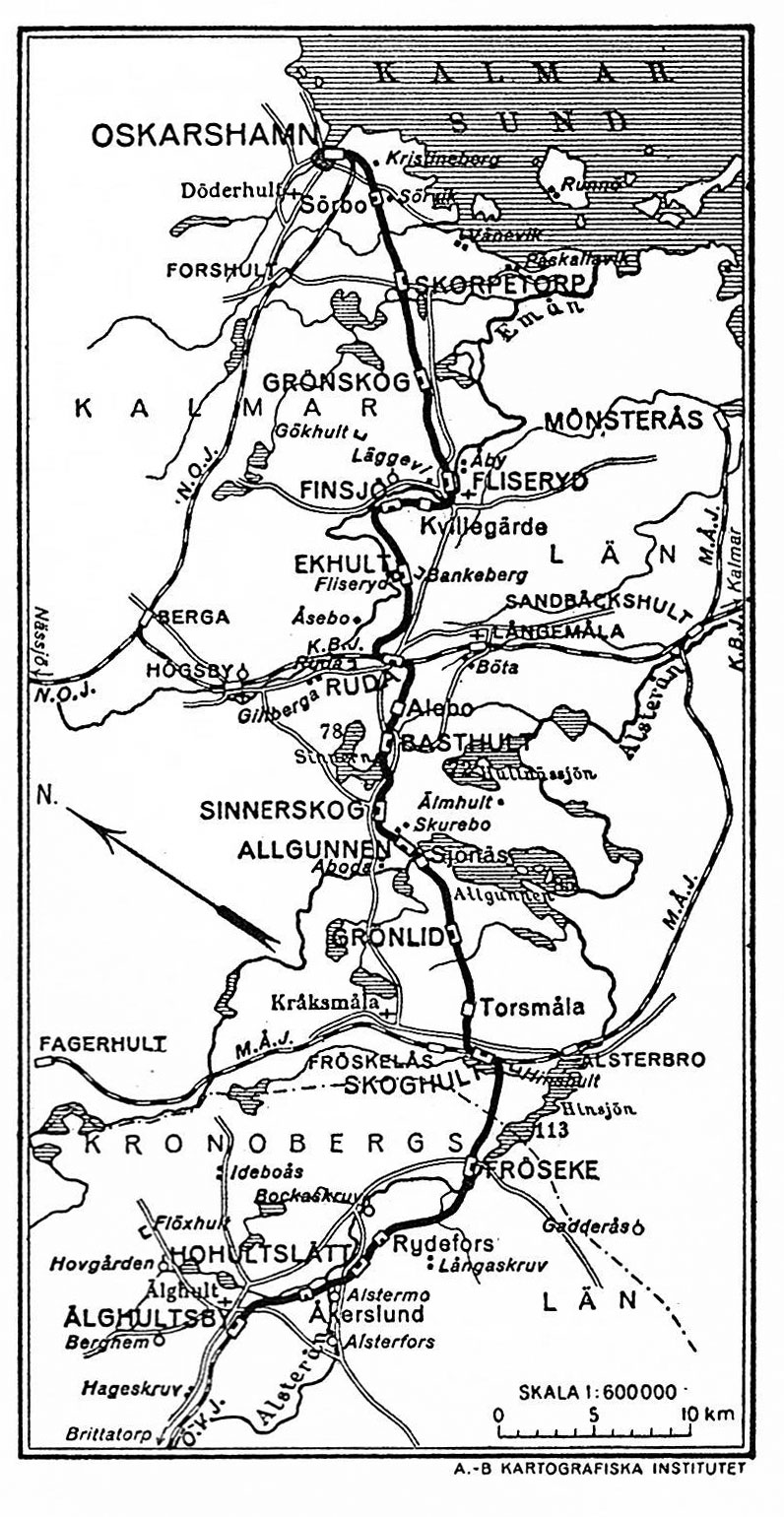
ROJ och RÄJ. Karta 1926.

Ruda–Oskarshamns Järnväg var en 891 mm smalspårig järnväg mellan Oskarshamn och Ruda i Kalmar län. Den öppnades för trafik den 11 januari 1907 och godstrafiken på den sista delsträckan upphörde 1970. 

## Historia
I Fliseryds landskommun fick 1903 en grupp i uppdrag att utreda en järnväg genom kommunen. Sträckningen som föreslogs var mellan Oskarshamn och Ruda och en koncession erhölls den 2 september 1904. Samtidigt avslogs koncessionen på en konkurrerande järnväg mellan Finsjö och Mönsterås. Kostnaden var beräknad till 970 000 kronor. Aktier tecknades i Ruda-Finsjö-Oskarshamns Järnvägsaktiebolag för 484 100 varav Oskarshamns stad 316 000 kronor och Fliseryds landskommun 80 000 kronor. Bolaget fick också ett statslån på 483 300 kronor. Banbygget började i april 1905 och var klart för besiktning i december 1906. I Ruda fanns ett avtal med Kalmar-Berga Järnväg om anslutning till deras station. I avtalet med Nässjö-Oskarshamns Järnväg för Oskarshamns station gick persontågen fram stationen och det byggdes ett gemensamt omlastningsskjul för godset men bolaget byggde en egen smalspårig godsbangård omkring 800 meter från stationshuset. 
Bolaget gick i konkurs 1931 och slogs den 1 juli 1932 samman med Ruda–Älghults Järnväg i Östra Smålands Järnväg ett dotterbolag till Kalmar-Berga Järnväg. Dotterbolaget Östra Smålands Järnväg gick i likvidation 1936 och Ruda–Oskarshamns Järnväg köptes av Kalmar läns östra järnvägsaktiebolag och ingick i Kalmar-Berga Järnväg från den 1 januari 1937 . Kalmar-Berga Järnväg med Ruda–Oskarshamns Järnväg köptes av svenska staten den 1 juli 1940 och blev en del av Statens Järnvägar. Trafiken ökade under andra världskriget och loktågen för persontrafiken ersattes av rälsbussar. Godstrafiken fortsatte med ånglok fram till nedläggningen.

### Fordon
Inför byggandet av banan köptes två tanklok från Nydqvist & Holm AB. När trafiken startade 1907 fanns det 4 personvagnar och 34 godsvagnar. Ytterligare ett tanklok köptes 1910 från Nydqvist & Holm. Inför öppnandet av Ruda–Älghults Järnväg som skulle trafikeras av Ruda–Oskarshamns Järnväg köptes 1920 två tanklok från Henschel & Sohn. Ett lok såldes 1926 till Dala–Ockelbo–Norrsundets Järnväg. 
För passagerartrafiken köpte bolaget en motorvagn från Kalmar Verkstad 1924 som såldes till Hjo-Stenstorps Järnväg 1931 efter konkursen.

### Nedläggning
Godstrafiken mellan Oskarshamn och Kvillegärde upphörde den 29 september 1963 och 1970 upphörde godstrafiken mellan Kvillegärde och Ruda när Ackumulator AB Jungner slutade med järnvägstransporter. Persontrafiken slutade den 1 juli 1966. Banan revs 1968 mellan Oskarshamn och Skorpetorp och den sista delen mellan Skorpetorp och Ruda revs 1970–1971.

## Nutid
Delar av banvallen är kvar som mindre väg som går att cykla.

## Källhänvisningar
- ROJ, Ruda - Oskarshamns Järnväg Historiskt om Svenska Järnvägar

1. ↑  ”Bandelsregister 548 Ruda - Oskarshamn”. Historiskt om Svenska Järnvägar. http://www.historiskt.nu/bandata/bandelsdata/Baslista/Alla/bd548.htm. Läst 29 december 2012.
2. ↑  ”(Ruda)-(Oskarshamn) bandel 548”. Banvakt.se. Arkiverad från originalet den 31 oktober 2012. https://web.archive.org/web/20121031023049/http://banvakt.se/sok.php?bandel=548. Läst 29 december 2012.
3. ↑  ”Ruda - Finnsjö - Oskarhamns Jernväg”. Lantmäteriet historiska kartor. http://historiskakartor.lantmateriet.se/arken/s/show.html?showmap=true&archive=REG&nbOfImages=46&sd_base=lm08&sd_ktun=00029o30. Läst 29 december 2012.
4. ↑  ”Bangårdsskisser Nässjö - Oskarshamn”. http://ekeving.se/b/NOJ/bgdskisser/9.jpg. Läst 29 december 2012.
5. ↑  ”Sveriges smalspåriga järnvägar Småland och Östergötland”. 1943 års järnvägskommitte. Kommunikationsdepartimentet. 1943. sid. 19. http://weburn.kb.se/sou/210/urn-nbn-se-kb-digark-2098478.pdf. Läst 31 december 2012.
6. ↑  ”Östra Värends och Östra Smålands Järnvägar”. Cykla Banvall. http://cyklabanvall.nu/en/top/smalspariga-jaernvaegar/oestra-vaerends-och-oestra-smalands-jaernvaegar/. Läst 31 januari 2013.